# Операција Дунавски вилењак
Операција Дунавски Вилењак је представљала неуспешан покушај пробоја око 200 патролних чамаца, санитетских бродова и баржи немачке црноморске флоте Дунавом од Црног мора до Београда у септембру 1944. године.
Када је у лето 1944. Црвена армија у Јаши-кишињевској офанзиви сломила немачки отпор у Бесарабији и Румунија прешла на страну анти-хитлеровске коалиције, ситуација за немачку црноморску флоту је постала очајна. Зато су покушали да изврше пробој, уз пратњу борбене групе Ре на јужној обали Дунава и 92. моторизоване гренадирске бригаде са румунске стране.
У покушају повлачања, део немачке флоте под командом контраадмирала Паула Зиба, је имао велике губитке и стотине погинулих против Румуна код Чернаводе и Калафата и са српске стране од јединица ЈВуО предвођених командантом 8. групе јуришних корпуса пуковником Велимиром Пилетићем. Пилетић је разменио официре за везу са румунском армијом и уговорио заједнички напад на немачку ратну флоту. Румунске јединице су запоседале леву а јединице ЈВуО десну обалу Дунава и тако дочекали Немце.
Када су немачки бродови стигли до Ђердапске клисуре, увидели су да је даљи пробој немогућ. Одлука да се флота потопи је донесена јер су и Совјетске јединице почеле да стижу до Дунава. Потапање је вршено 7. септембра код Прахова и 14. и 16/17. септембра код Брзе Паланке.

#### Званични подаци
Према званичним подацима, бродови су усидрени код Прахова 1. септембра 1944. године, а потопљени су између 6. и 7. септембра. Немци су крцато натоварене бродове убојитим материјалом намеравали да кроз ђердапски теснац извуку ка Београду, али су их у томе 5. септембра 1944. године предухитриле копнене снаге Црвене армије, када су код Турн Северина избиле на леву обалу Дунава и пресекле одступницу. Тада је контраадмирал Зиб одлучио да им запречи пловни пут, потапајући своје бродове један преко другог. На крају је потопљен и брод-болница “Бамберг”.
Бродови су потапани плански, један преко другог, како би се совјетској флотили онемогућила пловидба Дунавом. Када је посао био скоро завршен, генералу Зибу је 7. септембра стигла неочекивана наредба да посао потапања моментално обустави. О судбини рањеника не постоје званични документи. Дан пре потапања генерал Зиб дао је наредбу да се они евакуишу, али нема даљих писаних трагова да ли је то и урађено. Зиб је прво био осуђен на смрт због ове одлуке, али је та пресуда укинута, после чега је одликован.
Заповедник брода “Еликсир Прахово” капетан Саша Марковић, рекао је да  су потопљени бродови УЈ 109 и УЈ 110 пуни експлозива, као и брод Ускок
Процењује се да је током операције Дунавски вилењак потопљено између 160 и 220 немачких бродова на путу од Црног мора до луке Прахово у близини Неготина, непланираног коначног одредишта нацистичке флотиле.
Неколико бродова је извађено после рата и служили су у речној флотили ЈНА. Међутим, већина бродова са неексплодираним експлозивним средствима још увек лежи на дну Дунава и отежава пловидбу Дунавом у периоду ниског водостаја.

## Подухват ослобађања пловног пута и вађење бродова у данашње доба
Због повечаног речног транспорта отпочело је ослобађање међународног пловног пута на Дунаву, с обзиром да се у појединим случајевима велике барже не могу мимоилазити, што доста успорава речни транспорт на овом делу. Предвиђено је за сада уклањање 21 потопљеног брода како би се постигла кота 23,20 метара од нивоа мора. Овај посао поверен је предузећу Милениум Тим, а вредност пројекат је 32 мипиона евра, од чега 16 милиона ће финансирати Европска Унија. По речима самих извођача ово је пионирски посао, јер се ради о извлачењу бродова који су системски потапани један преко другог, што је незабележен случај, те да нема од кога да се преслика искуство на оваквом сложеном подухвату. Проблеми који су наведени је да са сигурношћу не зна шта се од експлозивних направа налази на ком броду, да је видљивост за рониоце око 30 центиметара, да се бродови налазе опасани вишедеценијским седиментима, да се због мењања нивоа и брзине Дунава може радити само неколико месеци током године и др. Неки од бродова ће бити поткопани, како би се спустили ниже, уколико не буде било могућности за вађење. Прва 2 брода су извађена током 2024. године, а 2 су поткопана како би се спустили ниже.